# Alive in the Deep
Alive in the Deep ist ein US-amerikanischer Kurzfilm von Stacy Woodard und Horace Woodard aus dem Jahr 1941.

## Handlung
Im Kurzfilm wird das Leben der Tiere und Pflanzen unter Wasser gezeigt. Unter anderem ist ein Kampf zweier Seelöwen zu sehen, ein Aal kämpft gegen einen Octopus, und ein Kugelfisch setzt sich gegen einen Gegner zur Wehr, indem er sich aufpumpt.

## Produktion
Alive in the Deep wurde von Stacy und Horace Woodard teilweise im Meer, teilweise jedoch auch in Tanks gefilmt. Für den Film fanden auch Szenen Verwendung, die beide bereits in den 1930er-Jahren für Educational Pictures und RKO Pictures gedreht hatten. Einige Szenen von Alive in the Deep wurden wiederum 1956 für den Spielfilm Die Tierwelt ruft wiederverwendet. Alive in the Deep erlebte am 7. Mai 1941 seine Premiere. 

## Auszeichnungen
Alive in the Deep wurde 1942 für einen Oscar in der Kategorie „Bester Kurzfilm (Zwei Filmrollen)“ nominiert, konnte sich jedoch nicht gegen Main Street on the March! durchsetzen. Horace Woodard wurde dabei postum nominiert, da er im Januar 1942 überraschend verstorben war.